# Afella Ighir
Afella Ighir  (in arabo أفلا  اغير‎?) è un centro abitato e comune rurale del Marocco situato nella provincia di Tiznit, regione di Souss-Massa. Conta una popolazione di 2 973 abitanti (censimento 2014).